# Meria laricis
Meria laricis är en svampart som beskrevs av Vuill. 1896. Meria laricis ingår i släktet Meria och familjen Hemiphacidiaceae. Inga underarter finns listade i Catalogue of Life.